# بندلی الجوزی
بَندَلی صلیبا الجَوْزی (۲ ژوئیه ۱۸۷۱ – ۱۹ ژانویهٔ ۱۹۴۲) تاریخ‌نگار و زبان‌شناس عثمانی فلسطینی بود.او به عنوان اندیشمند و پژوهشگر شرق‌شناسی و زبان‌های سامی در نیمهٔ اول سدهٔ بیستم در روسیه شناخته شده بود و خدمت ارزنده‌ای به جنبش شرق‌شناسی به زبان عربی کرد.خاورشناسان او را به پاندلی (به انگلیسی:Pandali یا Pandéli) می‌شناختند و علی‌رغم مخالفت‌هایشان با وی، او را مرجعی برای خود می‌دانستند. او در قدس به دنیا آمد، بورسیهٔ تحصیلی کلیسا را برای تحصیل در روسیهٔ تزاری دریافت کرد و از آنجا به آکادمی کازان رفت تا در سال ۱۸۹۹ مدرک فوق لیسانس خود را در علوم اسلامی دریافت کند. او چندین سمت آکادمیک داشت و پس از انقلاب روسیه به استادی ادبیات و زبان عرب در دانشگاه باکو منصوب شد و سپس به عنوان اولین رئیس زبان‌های شرقی آنجا مشغول شد. الجوزی بر بسیاری از زبان‌های باستانی و نوین تسلط داشت و آثار او به زبان روسی بیست و شش کتاب است که موضوعات گوناگونی را شامل می‌شود. او همچنین مقالات زیادی در مجلات لبنانی مانند «الآثار» و «الکلیه» و مجلات مصری مانند «الهلال»، «المقتطف» و «الرابطة الشرقیة» منتشر کرد.

## زندگی و پیشه
بندلی بن صلیبا الجوزی در ۲ ژوئیه ۱۸۷۱ یا ۲۰ آوریل ۱۸۷۰ در قدس، سنجق قدس، امپراتوری عثمانی، در خانواده‌ای عرب مسیحی ارتدکس به دنیا آمد که ریشهٔ آن به قبیلهٔ غسان برمی‌گردد مادرش با به دنیا آوردن او درگذشت و پدرش که نجار بود را در شش سالگی از دست داد. خانواده‌اش به ویژه عمویش نقولا، تاجر عتیقه‌جات، برادرش قسطندی و خواهرانش کاترینا و هیلانه از او مراقبت می‌کردند. تحصیلات ابتدایی و متوسطه خود را در دانشکده ارتدوکس دیر المَصَلبه در قدس گذراند و سپس در مدرسهٔ شبانه‌روزی ارتدوکس یونانی در روستای بکفتین واقع در الکوره در شمال لبنان به تحصیل ادامه داد. و در سال ۱۸۹۱ برای تکمیل تحصیل علوم الهیات در آکادمی مذهبی مسکو مأموریت کلیسایی به روسیه دریافت کرد، اما تمایلی به ادامه تحصیل در آنجا نداشت و در سال ۱۸۹۵ به آکادمی کازان نقل مکان کرد. او در واقع برای تحصیل در رشتهٔ الهیات و فارغ‌التحصیل شدن به عنوان کشیش به روسیه مهاجرت کرده بود، اما پس از سه سال تحصیل در رشتهٔ الهیات در مسکو، آن را تغییر داد و دانشگاه کازان به علوم عربی و اسلامی و زبان‌های سامی پرداخت. او در سال ۱۸۹۶ به معاونت زبان عربی و مطالعات اسلامی در دانشگاه کازان منصوب شد. وی در سال ۱۸۹۹ از این دانشگاه مدرک فوق لیسانس گرفت و موضوع پایان‌نامهٔ وی «معتزله، تحقیقات تاریخی کلامی در اسلام» بود.
در سال ۱۹۰۰، بندلی الجوزی به سرزمین خود فلسطین سفر کرد تا در آنجا ساکن شود، اما مقامات عثمانی او را مجبور به ترک کشور و بازگشت به روسیه کردند و در آنجا به عنوان استادیار زبان عربی و مطالعات اسلامی در دانشگاه کازان مشغول به کار شد. او در سال ۱۹۰۹ به همراه دانشجویان روسی به عنوان بخشی از یک مأموریت علمی یک ساله برای یادگیری زبان عربی از فلسطین و شام دیدن کرد و در طی آن با نویسندگانی مانند محمد اسعاف النشاشیبی، جمیل الخالدی و خلیل السکاکینی آشنا شد. او همچنین در بیروت با خاورشناس روسی، ایگناتی کراچکوفسکی، آشنا شد که زندگی خود را وقف تحقیق در مورد ادبیات عربی کرد.
او بین سالهای ۱۹۱۱ و ۱۹۱۷ به عنوان استادیار حقوق اسلامی در دانشکدهٔ حقوق دانشگاه کازان کار کرد. سپس به دانشکده ادبیات و تاریخ رفت و تا سال ۱۹۲۰ در مورد تاریخ مردمان خاور نزدیک سخنرانی کرد. در سال ۱۹۲۰، بندلی الجوزی به همراه خانواده خود به باکو سفر کرد تا در دانشگاه دولتی کار کند. در آن سال از او برای تصدی کرسی زبان و ادبیات عرب دانشگاه بین‌المللی باکو دعوت شد و کرسی تاریخ نیز به او اختصاص داده شد. او بین سالهای ۱۹۳۰ تا ۱۹۳۳ رئیس بخش عربی شاخهٔ فرهنگستان علوم آذربایجان شد. در سال ۱۹۳۰، بندلی الجوزی به ریاست گروه عربی دانشگاه باکو منصوب شد. در سال ۱۹۳۱ شورای علمی این دانشگاه دکترای افتخاری زبان و ادبیات عرب را به وی اعطا کرد.او سه بار برای اهداف علمی از فلسطین، سوریه، عراق، مصر و ایران دیدن کرد. بندلی الجوزی در سال ۱۹۲۱ در رشتهٔ ادبیات عرب و زبان عربی مدرک دکترا گرفت. در آن سال به عنوان یک مأموریت علمی به ایران سفر کرد و در نتیجه تعداد زیادی نسخهٔ خطی عربی و فارسی را با خود آورد و در اختیار کتابخانه دانشگاه باکو قرار داد.
او در سال ۱۹۲۸ از فلسطین دیدن کرد و در آنجا در مورد تاریخ و جنبش‌های فکری در میان عرب‌ها و مسلمانان سخنرانی کرد. وی همچنین در هفتمین کنفرانس عرب فلسطین که در ژوئن همان سال برگزار شد، شرکت کرد و به عضویت کمیتهٔ اجرایی عرب برآمده از آن، انتخاب شد. او در سال ۱۹۳۰ به فلسطین بازگشت و در چندین شهر فلسطینی، یک سلسله سخنرانی‌های اجتماعی و فلسفی ارائه کرد. او همچنین به همراه دوستانش خلیل السکاکینی و عادل جبر از قاهره دیدن کرد و روشنفکران آنجا از آنها تجلیل کردند. در سال ۱۹۳۸ ریاست بخش عربی آکادمی علوم شعبه باکو را بر عهده داشت و بیش از پنجاه مقاله برای دایرةالمعارف آذربایجان نوشت. اما پس از مدت کوتاهی بازنشسته شد.

## درگذشت
در سال ۱۹۳۲، بندلی الجوزی از بیماری قلبی رنج می‌برد که او را تا سال ۱۹۳۷ از کار بازداشت و یک سال بعد بازنشسته شد. وی در اوایل سال ۱۹۴۲، در روز ۱۹ یا ۲۰ ژانویه، در باکو، جمهوری سوسیالیستی آذربایجان شوروی، در سن ۷۰ سالگی درگذشت و در آنجا به خاک سپرده شد.

## زندگی شخصی
خواهرانش، مریم، کاترینا، هیلانه؛ برادرانش قسطندی و صلیبا نام داشتند. همسرش لیودمیلا لورنشیتفنا زویفا بود، زادهٔ ۲۵ اکتوبر ۱۸۸۰ و درگذشتهٔ ۳۰ ژوئن ۱۹۳۱ در باکو. آن دو در سال ۱۹۰۳ ازدواج کردند. پدرش لافرانتین زاخرفیتش زویفا، تاجر، و مادرش باربار باولوفیتا بود؛ هر دو از روس‌های ارتدکس بودند. بندلی از او هفت فرزند داشت، سه پسر و چهار دختر؛ پسرانش ولادیمیر، جورجی، بوریس و دخترانش، آناستاسیا، الکساندرا، تامارا و اولگا نام داشتند.

## آثار
بندلی الجوزی به بسیاری از زبان‌های باستانی و نوین مسلط بود. او به عربی و روسی نوشت و از از آن دو به آلمانی ترجمه کرد و با همکاری قسطنطین زریق کتاب «اُمرای غسان» نوشته خاورشناس آلمانی تئودور نلدکه (چاپ ۱۹۳۱) را ترجمه کرد. او علاوه بر مقالات علمی بسیاری در مجلات عربی، اولین قسمت از کتاب خود «از تاریخ جنبش‌های فکری در اسلام» را در سال ۱۹۲۸ در قدس منتشر کرد. در این اثر، او جنبش‌های اجتماعی را بر اساس نظریه‌های علمی-مارکسیستی پژوهید و به شهرت وسیعی دست یافت. ناجی علوش و جلال السید مقالات بندلی الجوزی را که در روزنامه‌ها و مجلات چاپ شده بود جمع‌آوری کردند و در بیروت در کتابی با عنوان «مطالعات زبان و تاریخ اقتصادی و اجتماعی در میان عرب‌ها» (به عربی:دراسات في اللغة والتاريخ الاقتصادي والاجتماعي عند العرب) منتشر کردند.
از الجوزی کتاب‌های بسیاری به زبان‌های عربی و روسی منتشر شده است. اکثر آنها به زبان عربی هستند، اگرچه او پانزده زبان عربی، روسی، فرانسوی، انگلیسی، آلمانی، یونانی، ترکی، فارسی و آذربایجانی را می‌دانست. او همچنین به زبان‌های لاتین، یونانی باستان، عبری باستان و سریانی تسلط نسبی داشت ایتالیایی و اسپانیایی را روان می‌خواند.از جمله آثارش با عنوان‌های عربی:
- اللغة الروسية للعرب یا مبادئ اللغة الروسية لأولاد العرب: دو جلد، کازان، ۱۸۹۸–۱۸۹۹
- المعتزلة، البحث الكلامي التاريخي في الإسلامي: کازان ۱۸۹۹
- تحفة العروس في لغة الروس: دو جلد، کازان ۱۹۰۳
- محمد المكي ومحمد المدني: کازان ۱۹۰۳
- الأمومة عند العرب: ترجمه از دیکلف هولندی، کازان، ۱۹۰۳
- تاريخ كنسية أورشليم: کازان، ۱۹۱۰
- جبل لبنان: تاريخة وحالته الحاضرة: کازان، ۱۹۱۴
- البحث في القرآن: کازان، ۱۹۱۴
- المسلمون في روسيا ومستقبلهم: کازان ۱۹۱۷
- كتاب فتوح البلدان للبلاذي: ترجمه، کازان، ۱۹۲۷
- تاريح اليعقوبي، ترجمه، باکو، ۱۹۲۷
- من تاريخ الحركات الفکرية في الإسلام: قدس، ۱۹۲۸
- الشؤون الإنكليزية-المصرية: باکو، ۱۹۳۰
- المصطلحات العلمية عند العرب المعاصرين: باکو، ۱۹۳۰
- أمراء غسان: ترجمه از نولدکه، بیروت، ۱۹۳۳
- تاريخ حياة الفارابي وتلخيص نظامه الفلسفي: باکو
- تاريخ أذربيجان: لابن الأثير: باکو، ۱۹۴۰